# Chinese Democracy Tour
A Chinese Democracy World Tour é uma turnê mundial da banda de hard rock estadunidense Guns N' Roses, para promover o álbum "mais atrasado de todos os tempos", Chinese Democracy.
A turnê tem caracterizado as legs em 2001, 2002, 2006, 2007, 2009, 2010 e 2011. A turnê  de 2001 contou com três shows no EUA e um brasileiro, enquanto a turnê de 2002 incluiu Ásia, América do Norte e algumas datas europeias. A banda não fez nenhum show até maio de 2006, quando percorreu a América do Norte mais uma vez e realizou uma grande turnê pela Europa. A turnê continuou em 2007 com shows na Austrália, Nova Zelândia, Japão e México. Seu primeiro show após o lançamento de Chinese Democracy (23 de novembro de 2008) foi realizada em 11 de dezembro de 2009, em Taiwan.
Em 2009, a banda tocou na Coreia do Sul pela primeira vez, e teve duas datas no Japão. A turnê continua por 2010/2011, com shows na América do Norte, do Sul e Central, Europa e Austrália. Desde 2001, a turnê tem atraído cerca de 3.150.000 de pessoas ao redor do mundo.

## Membros
A maior parte da banda se manteve estável durante toda turnê: o vocalista e pianista Axl Rose, tecladista e backing vocal Dizzy Reed, o baixista e backing vocal Tommy Stinson e o tecladista, programador e backing vocal Chris Pitman. As mudanças na formação principal foram os guitarristas rítmicos (Paul Tobias 2001-2002, Richard Fortus, de 2002 presente), guitarristas solo (Robin Finck 1998-2008, Buckethead 2001-2004, Ron Thal a partir de 2006 até o presente, DJ Ashba a partir de 2009 até o presente) e os bateristas (Bryan "Brain" Mantia 2001-2006, Frank Ferrer partir de 2006 até o presente).

## Chinese Democracy World Tour 2009/2011
No dia 11 de dezembro de 2009 foi dado o início à Chinese Democracy World Tour 2009/11. A banda Mucc foi o ato de abertura dos shows no Japão em 2007 e 2009.
Essa turnê desde que começou [11.12.09], já chamou a atenção, pois de seus quatro primeiros shows, em Taipei, Seul, e Japão, o último teve mais de três horas de duração. Para a surpresa de muitos fãs, o Guns N' Roses voltou a tocar covers que não entravam mais no repertório, como "Whole Lotta Rosie" do AC/DC e "Nice Boys" do Rose Tattoo. A turnê também marca o novo visual de Rose, agora com cabelo liso, loiro e curto, e uma bandana, sempre de calça jeans e camisetas de cores variadas.[carece de fontes?]
No show em Osaka, o álbum Chinese Democracy foi quase tocado na íntegra, faltando apenas a faixa "Riad N' The Bedouins".
Em 2010, houve uma série de shows pelo Canadá — 13 ao todo. Além disso, a banda vem fazendo vários shows acústicos, que começaram nos Estados Unidos. O segundo continente com mais países por quais a banda passou foi a América do Sul, fazendo uma série de shows, onde cinco desses shows foram no Brasil - Brasília, dia 7; Belo Horizonte, dia 10; São Paulo, dia 13; Porto Alegre, dia 16 e no Rio de Janeiro, dia 4 de abril (remarcado devido às chuvas que destruíram a estrutura do show, dia 14 de março, data em que o show se realizaria). O continente com mais países visitados pela banda foi a Europa, que foram 29.
Os shows no Brasil foram abertos por Sebastian Bach. A banda ainda está na estrada, seguindo com a Chinese Democracy World Tour, e já existem shows marcados para 2011, que pretende ser mais outro ano de correria para a banda.
Em 2011 a banda retornou ao Brasil para participar de mais uma edição do Rock In Rio.

## Datas

### Shows realizados
A turnê deve dezenas de shows cancelados, a seguir estão listados apenas os shows realizados:
Em 2001
| Data                   | Cidade         | País           | Local                      |
| ---------------------- | -------------- | -------------- | -------------------------- |
| Aquecimento            |                |                |                            |
| 1 de janeiro de 2001   | Las Vegas      | Estados Unidos | House of Blues             |
| 14 de janeiro de 2001  | Rio de Janeiro | Brasil         | Rock in Rio                |
| Shows de ano novo      |                |                |                            |
| 29 de dezembro de 2001 | Las Vegas      | Estados Unidos | Hard Rock Hotel and Casino |
| 31 de dezembro de 2001 | Las Vegas      | Estados Unidos | Hard Rock Hotel and Casino |

Em 2002
| Data                   | Cidade      | País           | Local                      |
| ---------------------- | ----------- | -------------- | -------------------------- |
| Ásia                   |             |                |                            |
| 14 de agosto de 2002   | Kowloon     | Hong Kong      | Exhibition Centre          |
| 17 de agosto de 2002   | Tóquio      | Japão          | Summer Sonic Festival      |
| 18 de agosto de 2002   | Osaka       | Japão          | Summer Sonic Festival      |
| Europa                 |             |                |                            |
| 23 de agosto de 2002   | Leeds       | Reino Unido    | Leeds Festival             |
| 24 de agosto de 2002   | Hasselt     | Bélgica        | Pukkelpop Festival         |
| 26 de agosto de 2002   | Londres     | Reino Unido    | Arena                      |
| América do Norte       |             |                |                            |
| 8 de novembro de 2002  | Tacoma      | Estados Unidos | Dome                       |
| 11 de novembro de 2002 | Nampa       | Estados Unidos | Idaho Center               |
| 14 de novembro de 2002 | Minneapolis | Estados Unidos | Target Center              |
| 15 de novembro de 2002 | Fargo       | Estados Unidos | Dome                       |
| 17 de novembro de 2002 | Moline      | Estados Unidos | I Wireless Center          |
| 18 de novembro de 2002 | Chicago     | Estados Unidos | Allstate Arena             |
| 21 de novembro de 2002 | Detroit     | Estados Unidos | The Palace of Auburn Hills |
| 22 de novembro de 2002 | Pittsburgh  | Estados Unidos | Civic Arena                |
| 24 de novembro de 2002 | Cleveland   | Estados Unidos | Quicken Loans Arena        |
| 25 de novembro de 2002 | Columbus    | Estados Unidos | Nationwide Arena           |
| 27 de novembro de 2002 | Albany      | Estados Unidos | Times Union Center         |
| 29 de novembro de 2002 | Toronto     | Canadá         | Air Canada Centre          |
| 30 de novembro de 2002 | London      | Canadá         | John Labatt Centre         |
| 2 de dezembro de 2002  | Boston      | Estados Unidos | TD Garden                  |
| 3 de dezembro de 2002  | Hartford    | Estados Unidos | XL Center                  |
| 5 de dezembro de 2002  | Nova Iorque | Estados Unidos | Madison Square Garden      |

Em 2006
| Data                   | Cidade          | País                 | Local                            |
| ---------------------- | --------------- | -------------------- | -------------------------------- |
| Aquecimento            |                 |                      |                                  |
| 12 de maio de 2006     | Nova Iorque     | Estados Unidos       | Hammerstein Ballroom             |
| 14 de maio de 2006     | Nova Iorque     | Estados Unidos       | Hammerstein Ballroom             |
| 15 de maio de 2006     | Nova Iorque     | Estados Unidos       | Hammerstein Ballroom             |
| 17 de maio de 2006     | Nova Iorque     | Estados Unidos       | Hammerstein Ballroom             |
| 18 de maio de 2006     | Nova Iorque     | Estados Unidos       | Plumm Club                       |
| Europa                 |                 |                      |                                  |
| 25 de maio de 2006     | Madrid          | Espanha              | Juan Carlos Park                 |
| 27 de maio de 2006     | Lisboa          | Portugal             | Rock in Rio Lisboa               |
| 31 de maio de 2006     | Budapeste       | Hungria              | Sports Arena                     |
| 2 de junho de 2006     | Nürburg         | Alemanha             | Rock Am Ring                     |
| 4 de junho de 2006     | Milão           | Itália               | Gods of Metal                    |
| 7 de junho de 2006     | Londres         | Reino Unido          | HMV Hammersmith Apollo           |
| 9 de junho de 2006     | Dublin          | República da Irlanda | RDS Arena                        |
| 11 de junho de 2006    | Leicestershire  | Reino Unido          | Download Festival                |
| 13 de junho de 2006    | Praga           | Chéquia              | O2 Arena                         |
| 15 de junho de 2006    | Varsóvia        | Polónia              | Polish Army Stadium              |
| 17 de junho de 2006    | Burgenland      | Áustria              | Nova Rock Festival               |
| 20 de junho de 2006    | Paris           | França               | Palais Omnisports de Paris-Bercy |
| 24 de junho de 2006    | Dessel          | Bélgica              | Graspop Metal Meeting            |
| 26 de junho de 2006    | Estocolmo       | Suécia               | Ericsson Globe Arena             |
| 28 de junho de 2006    | Oslo            | Noruega              | Spektrum Arena                   |
| 29 de junho de 2006    | Roskilde        | Dinamarca            | Roskilde Festival                |
| 1 de julho de 2006     | Zurique         | Suíça                | Hallenstadion                    |
| 2 de julho de 2006     | Nimegue         | Países Baixos        | Goffert Park                     |
| 5 de julho de 2006     | Helsinque       | Finlândia            | Hartwall Areena                  |
| 6 de julho de 2006     | Helsinque       | Finlândia            | Hartwall Areena                  |
| 8 de julho de 2006     | Oslo            | Noruega              | Spektrum Arena                   |
| 10 de julho de 2006    | Atenas          | Grécia               | Rockwave Festival                |
| 12 de julho de 2006    | Istambul        | Turquia              | Kurucesme Arena                  |
| 14 de julho de 2006    | Bilbau          | Espanha              | Bilbao Rock Festival             |
| 15 de julho de 2006    | El Ejido        | Espanha              | Natural Music Festival           |
| 18 de julho de 2006    | Sheffield       | Reino Unido          | Motorpoint Arena                 |
| 19 de julho de 2006    | Newcastle       | Reino Unido          | Metro Radio Arena                |
| 21 de julho de 2006    | Glasgow         | Reino Unido          | SECC                             |
| 23 de julho de 2006    | Manchester      | Reino Unido          | Evening News Arena               |
| 25 de julho de 2006    | Birmingham      | Reino Unido          | National Exhibition Centre       |
| 27 de julho de 2006    | Nottingham      | Reino Unido          | National Ice Centre              |
| 29 de julho de 2006    | Londres         | Reino Unido          | Wembley Arena                    |
| 30 de julho de 2006    | Londres         | Reino Unido          | Cuckoo Club                      |
| 30 de julho de 2006    | Londres         | Reino Unido          | Wembley Arena                    |
| América do Norte       |                 |                      |                                  |
| 16 de setembro de 2006 | Las Vegas       | Estados Unidos       | Hard Rock Hotel & Cassino        |
| 17 de setembro de 2006 | Las Vegas       | Estados Unidos       | Hard Rock Hotel & Cassino        |
| 20 de setembro de 2006 | San Francisco   | Estados Unidos       | Teatro Warfield                  |
| 21 de setembro de 2006 | San Francisco   | Estados Unidos       | Teatro Warfield                  |
| 23 de setembro de 2006 | San Bernardino  | Estados Unidos       | LA Invasion Festival             |
| 24 de outubro de 2006  | Fort Lauderdale | Estados Unidos       | BankAtlantic Center              |
| 25 de outubro de 2006  | Tampa           | Estados Unidos       | St. Pete Times Forum             |
| 27 de outubro de 2006  | Estero          | Estados Unidos       | Germain Arena                    |
| 29 de outubro de 2006  | San Juan        | Porto Rico           | Coliseu José Miguel Agrelot      |
| 31 de outubro de 2006  | Jacksonville    | Estados Unidos       | Veterans Memorial Arena          |
| 2 de novembro de 2006  | Greensboro      | Estados Unidos       | Coliseum Complex                 |
| 3 de novembro de 2006  | Huntington      | Estados Unidos       | Superstore Arena                 |
| 5 de novembro de 2006  | East Rutherford | Estados Unidos       | Izod Center                      |
| 8 de novembro de 2006  | Worcester       | Estados Unidos       | DCU Center                       |
| 10 de novembro de 2006 | Nova Iorque     | Estados Unidos       | Madison Square Garden            |
| 13 de novembro de 2006 | Baltimore       | Estados Unidos       | 1st Mariner Arena                |
| 15 de novembro de 2006 | Toronto         | Canadá               | Air Canada Centre                |
| 17 de novembro de 2006 | Ottawa          | Canadá               | Scotiabank Place                 |
| 18 de novembro de 2006 | Quebec City     | Canadá               | Pepsi Coliseum                   |
| 20 de novembro de 2006 | Halifax         | Canadá               | Metro Centre                     |
| 21 de novembro de 2006 | Saint John      | Canadá               | Harbour Station                  |
| 24 de novembro de 2006 | Cleveland       | Estados Unidos       | Quicken Loans Arena              |
| 25 de novembro de 2006 | Detroit         | Estados Unidos       | The Palace of Auburn Hills       |
| 27 de novembro de 2006 | Chicago         | Estados Unidos       | Allstate Arena                   |
| 1 de dezembro de 2006  | Ames            | Estados Unidos       | Hilton Coliseum                  |
| 2 de dezembro de 2006  | Minneapolis     | Estados Unidos       | Target Center                    |
| 4 de dezembro de 2006  | Winnipeg        | Canadá               | MTS Centre                       |
| 6 de dezembro de 2006  | Calgary         | Canadá               | Scotiabank Saddledome            |
| 7 de dezembro de 2006  | Edmonton        | Canadá               | Rexall Place                     |
| 10 de dezembro de 2006 | Everett         | Estados Unidos       | Comcast Arena                    |
| 11 de dezembro de 2006 | Portland        | Estados Unidos       | Rose Garden Arena                |
| 15 de dezembro de 2006 | Oakland         | Estados Unidos       | Oracle Arena                     |
| 17 de dezembro de 2006 | Los Angeles     | Estados Unidos       | Anfiteatro Gibson                |
| 19 de dezembro de 2006 | Los Angeles     | Estados Unidos       | Anfiteatro Gibson                |
| 20 de dezembro de 2006 | Los Angeles     | Estados Unidos       | Anfiteatro Gibson                |

Em 2007
| Data                   | Cidade           | País           | Local                   |
| ---------------------- | ---------------- | -------------- | ----------------------- |
| Aquecimento            |                  |                |                         |
| 8 de fevereiro de 2007 | Los Angeles      | Estados Unidos | Walk of Style Ceremony  |
| América Latina         |                  |                |                         |
| 2 de junho de 2007     | Monterrey        | México         | Arena                   |
| 3 de junho de 2007     | Guadalajara      | México         | Arena VFG               |
| 5 de junho de 2007     | Cidade do México | México         | Palacio de los Deportes |
| Oceania                |                  |                |                         |
| 10 de junho de 2007    | Perth            | Austrália      | Burswood Dome           |
| 13 de junho de 2007    | Adelaide         | Austrália      | Entertainment Centre    |
| 15 de junho de 2007    | Melbourne        | Austrália      | Rod Laver Arena         |
| 16 de junho de 2007    | Melbourne        | Austrália      | Rod Laver Arena         |
| 20 de junho de 2007    | Brisbane         | Austrália      | Entertainment Centre    |
| 21 de junho de 2007    | Brisbane         | Austrália      | Entertainment Centre    |
| 23 de junho de 2007    | Sydney           | Austrália      | Acer Arena              |
| 24 de junho de 2007    | Sydney           | Austrália      | Acer Arena              |
| 29 de junho de 2007    | Auckland         | Nova Zelândia  | Vector Arena            |
| 30 de junho de 2007    | Auckland         | Nova Zelândia  | Vector Arena            |
| 3 de julho de 2007     | Christchurch     | Nova Zelândia  | Westpac Arena           |
| Ásia                   |                  |                |                         |
| 14 de julho de 2007    | Chiba            | Japão          | Makuhari Messe Center   |
| 15 de julho de 2007    | Chiba            | Japão          | Makuhari Messe Center   |
| 17 de julho de 2007    | Nagoya           | Japão          | Gaishi Hall             |
| 18 de julho de 2007    | Tóquio           | Japão          | Nippon Budokan          |
| 21 de julho de 2007    | Osaka            | Japão          | Intex Center            |

Em 2009-2010
| Data                    | Cidade             | País                   | Local                            |
| ----------------------- | ------------------ | ---------------------- | -------------------------------- |
| Ásia                    |                    |                        |                                  |
| 11 de dezembro de 2009  | Taipei             | Taiwan                 | Banqiao Stadium                  |
| 13 de dezembro de 2009  | Seul               | Coreia do Sul          | Olympic Arena                    |
| 16 de dezembro de 2009  | Osaka              | Japão                  | Dome                             |
| 19 de dezembro de 2009  | Tóquio             | Japão                  | Dome                             |
| América do Norte        |                    |                        |                                  |
| 13 de janeiro de 2010   | Winnipeg           | Canadá                 | MTS Centre                       |
| 16 de janeiro de 2010   | Calgary            | Canadá                 | Scotiabank Saddledome            |
| 17 de janeiro de 2010   | Edmonton           | Canadá                 | Rexall Place                     |
| 19 de janeiro de 2010   | Saskatoon          | Canadá                 | Credit Union Centre              |
| 20 de janeiro de 2010   | Regina             | Canadá                 | Brandt Centre                    |
| 24 de janeiro de 2010   | Hamilton           | Canadá                 | Copps Coliseum                   |
| 25 de janeiro de 2010   | London             | Canadá                 | John Labatt Centre               |
| 27 de janeiro de 2010   | Montreal           | Canadá                 | Bell Centre                      |
| 28 de janeiro de 2010   | Toronto            | Canadá                 | Air Canada Centre                |
| 31 de janeiro de 2010   | Ottawa             | Canadá                 | Scotiabank Place                 |
| 1 de fevereiro de 2010  | Quebec City        | Canadá                 | Pepsi Coliseum                   |
| 3 de fevereiro de 2010  | Moncton            | Canadá                 | Coliseum                         |
| 4 de fevereiro de 2010  | Halifax            | Canadá                 | Metro Centre                     |
| 11 de fevereiro de 2010 | Nova Iorque        | Estados Unidos         | John Varvatos Store              |
| 14 de fevereiro de 2010 | Nova Iorque        | Estados Unidos         | Rose Bar                         |
| América Latina          |                    |                        |                                  |
| 7 de março de 2010      | Brasília, DF       | Brasil                 | Ginásio Nilson Nelson            |
| 10 de março de 2010     | Belo Horizonte, MG | Brasil                 | Estádio do Mineirinho            |
| 13 de março de 2010     | São Paulo, SP      | Brasil                 | Estádio Palestra Itália          |
| 16 de março de 2010     | Porto Alegre, RS   | Brasil                 | Estacionamento da Fiergs         |
| 18 de março de 2010     | Montevidéu         | Uruguai                | Estádio Centenário               |
| 20 de março de 2010     | Santiago           | Chile                  | Movistar Arena                   |
| 22 de março de 2010     | Buenos Aires       | Argentina              | Estádio José Amalfitani          |
| 25 de março de 2010     | Lima               | Peru                   | Estádio Monumental               |
| 27 de março de 2010     | Caracas            | Venezuela              | Poliedro                         |
| 30 de março de 2010     | Bogotá             | Colômbia               | Jaime Duque Park                 |
| 1 de abril de 2010      | Quito              | Equador                | Estádio Olímpico Atahualpa       |
| 4 de abril de 2010      | Rio de Janeiro, RJ | Brasil                 | Praça da Apoteose                |
| 7 de abril de 2010      | Cidade do Panamá   | Panamá                 | Figali Convention Center         |
| 11 de abril de 2010     | San Salvador       | El Salvador            | Estádio Cuscatlán                |
| 15 de abril de 2010     | San Juan           | Porto Rico             | Coliseu Roberto Clemente         |
| Europa                  |                    |                        |                                  |
| 31 de março de 2010     | Bergen             | Noruega                | Vestlandshallen                  |
| 2 de junho de 2010      | Oslo               | Noruega                | Spektrum Arena                   |
| 5 de junho de 2010      | Helsinque          | Finlândia              | Helsinki Live Festival           |
| 6 de junho de 2010      | São Petersburgo    | Rússia                 | Ice Palace                       |
| 8 de junho de 2010      | Moscou             | Rússia                 | Olympic Stadium                  |
| 12 de junho de 2010     | Sölvesborg         | Suécia                 | Sweden Rock Festival             |
| 14 de junho de 2010     | Ålborg             | Dinamarca              | Gigantium Arena                  |
| América do Norte 2      |                    |                        |                                  |
| 13 de agosto de 2010    | Sturgis            | Estados Unidos         | Rock N' Rev Festival             |
| Europa 2                |                    |                        |                                  |
| 27 de agosto de 2010    | Reading            | Reino Unido            | Reading Festival                 |
| 29 de agosto de 2010    | Leeds              | Reino Unido            | Leeds Festival                   |
| 31 de agosto de 2010    | Belfast            | Reino Unido            | Odyssey Arena                    |
| 1 de setembro de 2010   | Dublin             | República da Irlanda   | O2 Center                        |
| 4 de setembro de 2010   | Roma               | Itália                 | PalaLottomatica                  |
| 5 de setembro de 2010   | Milão              | Itália                 | Mediolanum Forum di Assago       |
| 8 de setembro de 2010   | Zurique            | Suíça                  | Hallenstadion                    |
| 10 de setembro de 2010  | Amnéville          | França                 | Galaxie Pavilion                 |
| 13 de setembro de 2010  | Paris              | França                 | Palais Omnisports de Paris-Bercy |
| 14 de setembro de 2010  | Paris              | França                 | L'Arc Bar                        |
| 16 de setembro de 2010  | Genebra            | Suíça                  | Arena                            |
| 18 de setembro de 2010  | Viena              | Áustria                | Wiener Stadthalle                |
| 21 de setembro de 2010  | Bucareste          | Roménia                | Romexpo                          |
| 23 de setembro de 2010  | Belgrado           | Sérvia                 | Beogradska Arena                 |
| 24 de setembro de 2010  | Zagreb             | Croácia                | Arena                            |
| 27 de setembro de 2010  | Praga              | Chéquia                | Praga                            |
| 30 de setembro de 2010  | Antuérpia          | Bélgica                | Sportpaleis                      |
| 2 de outubro de 2010    | Lille              | França                 | Le Zénith                        |
| 3 de outubro de 2010    | Arnhem             | Países Baixos          | Estádio Gelredome                |
| 6 de outubro de 2010    | Lisboa             | Portugal               | Pavilhão Atlântico               |
| 9 de outubro de 2010    | Madrid             | Espanha                | Palacio Vistalegre               |
| 10 de outubro de 2010   | São Sebastião      | Espanha                | Velodromo de Anoeta              |
| 13 de outubro de 2010   | Londres            | Reino Unido            | O2 Arena                         |
| 14 de outubro de 2010   | Londres            | Reino Unido            | O2 Arena                         |
| 17 de outubro de 2010   | Birmingham         | Reino Unido            | LG Arena                         |
| 18 de outubro de 2010   | Manchester         | Reino Unido            | Evening News Arena               |
| 22 de outubro de 2010   | Saragoça           | Espanha                | Príncipe Felipe Arena            |
| 23 de outubro de 2010   | Barcelona          | Espanha                | Palau Municipal d'Esports        |
| 29 de outubro de 2010   | Moscou             | Rússia                 | Mosfilm Pavilion                 |
| Oceania                 |                    |                        |                                  |
| 1 de dezembro de 2010   | Townsville         | Austrália              | Reid Park                        |
| 4 de dezembro de 2010   | Sydney             | Austrália              | ANZ Stadium                      |
| 7 de dezembro de 2010   | Adelaide           | Austrália              | Entertainment Centre             |
| 11 de dezembro de 2010  | Perth              | Austrália              | Motorplex                        |
| Ásia                    |                    |                        |                                  |
| 16 de dezembro de 2010  | Abu Dhabi          | Emirados Árabes Unidos | Yas Arena                        |

Em 2011
| Data                   | Cidade           | País           | Local                      |
| ---------------------- | ---------------- | -------------- | -------------------------- |
| América Latina         |                  |                |                            |
| 2 de outubro de 2011   | Rio de Janeiro   | Brasil         | Cidade do Rock             |
| 5 de outubro de 2011   | Santiago         | Chile          | Movistar Arena             |
| 8 de outubro de 2011   | La Plata         | Argentina      | Estádio Ciudad de La Plata |
| 10 de outubro de 2011  | Rosário          | Argentina      | Salón Metropolitano        |
| 12 de outubro de 2011  | Córdova          | Argentina      | Orfeo Superdomo            |
| 15 de outubro de 2011  | Assunção         | Paraguai       | Hipódromo de Asunción      |
| 18 de outubro de 2011  | Cidade do México | México         | Palacio de los Deportes    |
| 19 de outubro de 2011  | Cidade do México | México         | Palacio de los Deportes    |
| 22 de outubro de 2011  | Guadalajara      | México         | Arena VFG                  |
| 23 de outubro de 2011  | Monterrey        | México         | Monterrey Arena            |
| América do Norte       |                  |                |                            |
| 28 de outubro de 2011  | Orlando          | Estados Unidos | Amway Center               |
| 29 de outubro de 2011  | Miami            | Estados Unidos | American Airlines Arena    |
| 31 de outubro de 2011  | Greenville       | Estados Unidos | BI-LO Center               |
| 2 de novembro de 2011  | Atlanta          | Estados Unidos | Philips Arena              |
| 4 de novembro de 2011  | Houston          | Estados Unidos | Toyota Center              |
| 5 de novembro de 2011  | Dallas           | Estados Unidos | Gexa Energy Pavilion       |
| 8 de novembro de 2011  | Omaha            | Estados Unidos | Qwest Center Omaha         |
| 9 de novembro de 2011  | Oklahoma City    | Estados Unidos | Lloyd Noble Center         |
| 12 de novembro de 2011 | Kansas City      | Estados Unidos | Sprint Center              |
| 13 de novembro de 2011 | Minneapolis      | Estados Unidos | Target Center              |
| 15 de novembro de 2011 | Chicago          | Estados Unidos | Allstate Arena             |
| 17 de novembro de 2011 | East Rutherford  | Estados Unidos | Izod Center                |
| 19 de novembro de 2011 | Hartford         | Estados Unidos | The Comcast Theatre        |
| 20 de novembro de 2011 | Wilkes-Barre     | Estados Unidos | Mohegan Sun Arena          |
| 25 de novembro de 2011 | Worcester        | Estados Unidos | DCU Center                 |
| 26 de novembro de 2011 | Camden           | Estados Unidos | Susquehanna Bank Center    |
| 28 de novembro de 2011 | Hamilton         | Canadá         | Copps Coliseum             |
| 1 de dezembro de 2011  | Detroit          | Estados Unidos | The Palace of Auburn Hills |
| 2 de dezembro de 2011  | Cincinnati       | Estados Unidos | US Bank Arena              |
| 4 de dezembro de 2011  | Nashville        | Estados Unidos | Bridgestone Arena          |
| 7 de dezembro de 2011  | Youngstown       | Estados Unidos | Covelli Centre             |
| 8 de dezembro de 2011  | Indianapolis     | Estados Unidos | Conseco Fieldhouse         |
| 11 de dezembro de 2011 | Denver           | Estados Unidos | 1stBank Center             |
| 13 de dezembro de 2011 | Salt Lake City   | Estados Unidos | Maverik Center             |
| 16 de dezembro de 2011 | Seattle          | Estados Unidos | KeyArena                   |
| 17 de dezembro de 2011 | Vancouver        | Canadá         | Pacific Coliseum           |
| 21 de dezembro de 2011 | Los Angeles      | Estados Unidos | The Forum                  |
| 27 de dezembro de 2011 | Phoenix          | Estados Unidos | Comerica Theatre           |
| 30 de dezembro de 2011 | Las Vegas        | Estados Unidos | The Joint                  |
| 31 de dezembro de 2011 | Las Vegas        | Estados Unidos | The Joint                  |

## Músicas tocadas
O Guns N' Roses tocou muitas músicas de seu primeiro álbum Appetite for Destruction, deixando os fãs de longa data entretido com o material mais antigo. Entretanto, também adicionavam músicas novas do álbum Chinese Democracy, como "Street of Dreams", "Madagascar", e a faixa-título. Em 2006, no que diz respeito ao vazamento, Rose comentou: "Isso é para todos vocês que baixam músicas" e acrescentou "Better" e "I.R.S." e "There Was a Time" (com menos frequência) no setlist. No entanto, fontes recentes têm visto que o setlist escrito continha as músicas "Prostitute" e "If the World".
Em 2007, Bumblefoot adicionava "Don't Cry" em seus solos, animando vários fãs. Já em 2010, de solo, passaram a tocar a música quase completa, com apenas algumas variações na bateria e sem o baixo.
- Músicas tocadas a partir de 2001: "Welcome to the Jungle", "It's So Easy", "Nightrain", "Out Ta Get Me", "Mr. Brownstone", "Paradise City", "My Michelle", "Think About You", "Sweet Child o' Mine", "Rocket Queen" de Appetite for Destruction; "Patience" de G N' R Lies; "Live and Let Die", "November Rain" de Use Your Illusion I; "Knockin' on Heaven's Door", "You Could Be Mine" de Use Your Illusion II; "Oh My God" de End of Days; "Chinese Democracy", "Madagascar", "Street Of Dreams" (como "The Blues"), "Riad N' The Bedouins" de Chinese Democracy; e "Silkworms", posteriormente lançada como "Absurd".[3]

- Músicas adicionadas em 2006: "Better", "I.R.S.", "There Was a Time" both versions of "You're Crazy", "Down on the Farm" e "Used to Love Her".

- Músicas adicionadas em 2007: "Nice Boys" and "Don't Cry".

- Músicas adicionadas em 2009: "This I Love", "Shackler's Revenge", "Sorry", "Scraped", "Catcher in the Rye", "Prostitute" e "If The World".

- Músicas adicionadas em 2011: "Estranged" e "Civil War" (Não eram tocadas desde 1993)

- Cover tocados em solos ou pela bandas toda: - You Gotta Move (The Rolling Stones cover por Dizzy) - Sway (The Rolling Stones cover pela banda toda) - Sossego (Tim Maia cover por Robin) - Sailing (Rod Stewart cover pela banda toda) - Back in the U.S.S.R. (The Beatles cover pela banda toda) - Beautiful (Christina Aguilera cover por Richard and Robin) - Angie (The Rolling Stones cover por Dizzy) - Ziggy Stardust (David Bowie cover por Dizzy) - My Generation (The Who cover por Tommy) - Whole Lotta Rosie (AC/DC cover pela banda toda) - Sonic Reducer (The Dead Boys cover por Tommy)

Músicas tocadas entre 1º de Janeiro de 2001 e 31 de Dezembro de 2011.
| Álbum                           | Música                      | Vezes |
| ------------------------------- | --------------------------- | ----- |
| Appetite for Destruction (1987) | "Welcome to the Jungle"     | 235   |
| Appetite for Destruction        | "It's So Easy"              | 232   |
| Appetite for Destruction        | "Nightrain"                 | 229   |
| Appetite for Destruction        | "Out Ta Get Me"             | 136   |
| Appetite for Destruction        | "Mr. Brownstone"            | 234   |
| Appetite for Destruction        | "Paradise City"             | 233   |
| Appetite for Destruction        | "My Michelle"               | 110   |
| Appetite for Destruction        | "Think About You"           | 49    |
| Appetite for Destruction        | "Sweet Child o' Mine"       | 235   |
| Appetite for Destruction        | "You're Crazy"              | 2     |
| Appetite for Destruction        | "Rocket Queen"              | 162   |
| G N' R Lies (1988)              | "Nice Boys"                 | 13    |
| G N' R Lies                     | "Patience"                  | 185   |
| G N' R Lies                     | "Used to Love Her"          | 37    |
| G N' R Lies                     | "You're Crazy"              | 5     |
| Use Your Illusion I (1991)      | "Live and Let Die"          | 229   |
| Use Your Illusion I             | "Don't Cry"                 | 68    |
| Use Your Illusion I             | "November Rain"             | 230   |
| Use Your Illusion II (1991)     | "Civil War"                 | 10    |
| Use Your Illusion II            | "Knockin' on Heaven's Door" | 235   |
| Use Your Illusion II            | "Estranged"                 | 39    |
| Use Your Illusion II            | "You Could Be Mine"         | 231   |
| The Spaghetti Incident? (1993)  | "Down on the Farm"          | 10    |
| Chinese Democracy (2008)        | "Chinese Democracy"         | 181   |
| Chinese Democracy               | "Shackler's Revenge"        | 63    |
| Chinese Democracy               | "Better"                    | 187   |
| Chinese Democracy               | "Street of Dreams"          | 231   |
| Chinese Democracy               | "If the World"              | 27    |
| Chinese Democracy               | "There Was a Time"          | 6     |
| Chinese Democracy               | "Catcher in The Rye"        | 8     |
| Chinese Democracy               | "Scraped"                   | 12    |
| Chinese Democracy               | "Riad N' the Bedouins"      | 6     |
| Chinese Democracy               | "Sorry"                     | 111   |
| Chinese Democracy               | "I.R.S."                    | 96    |
| Chinese Democracy               | "Madagascar"                | 186   |
| Chinese Democracy               | "This I Love"               | 100   |
| Chinese Democracy               | "Prostitute"                | 2     |
| Trilha Sonora de End of Days    | "Oh My God"                 | 5     |
| Não-lançado                     | "Silkworms"                 | 4     |